# 久爾貝勒省

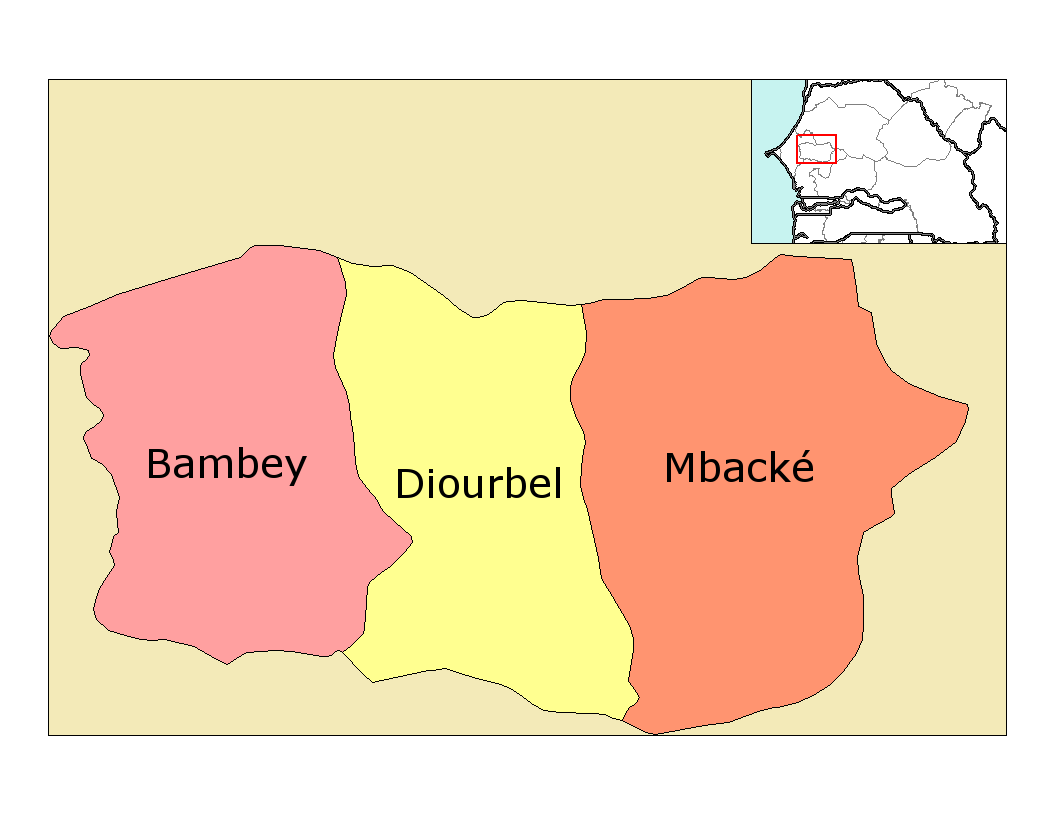

14°39′46″N 16°23′33″W / 14.66278°N 16.39250°W
久爾貝勒省（法語：Département de Diourbel），是塞內加爾的省份，位於該國西部，由久爾貝勒區負責管轄，首府設於久爾貝勒，西面是邦貝省，面積1,175平方公里，2013年人口268,215，人口密度每平方公里230人。